# Чхолліма

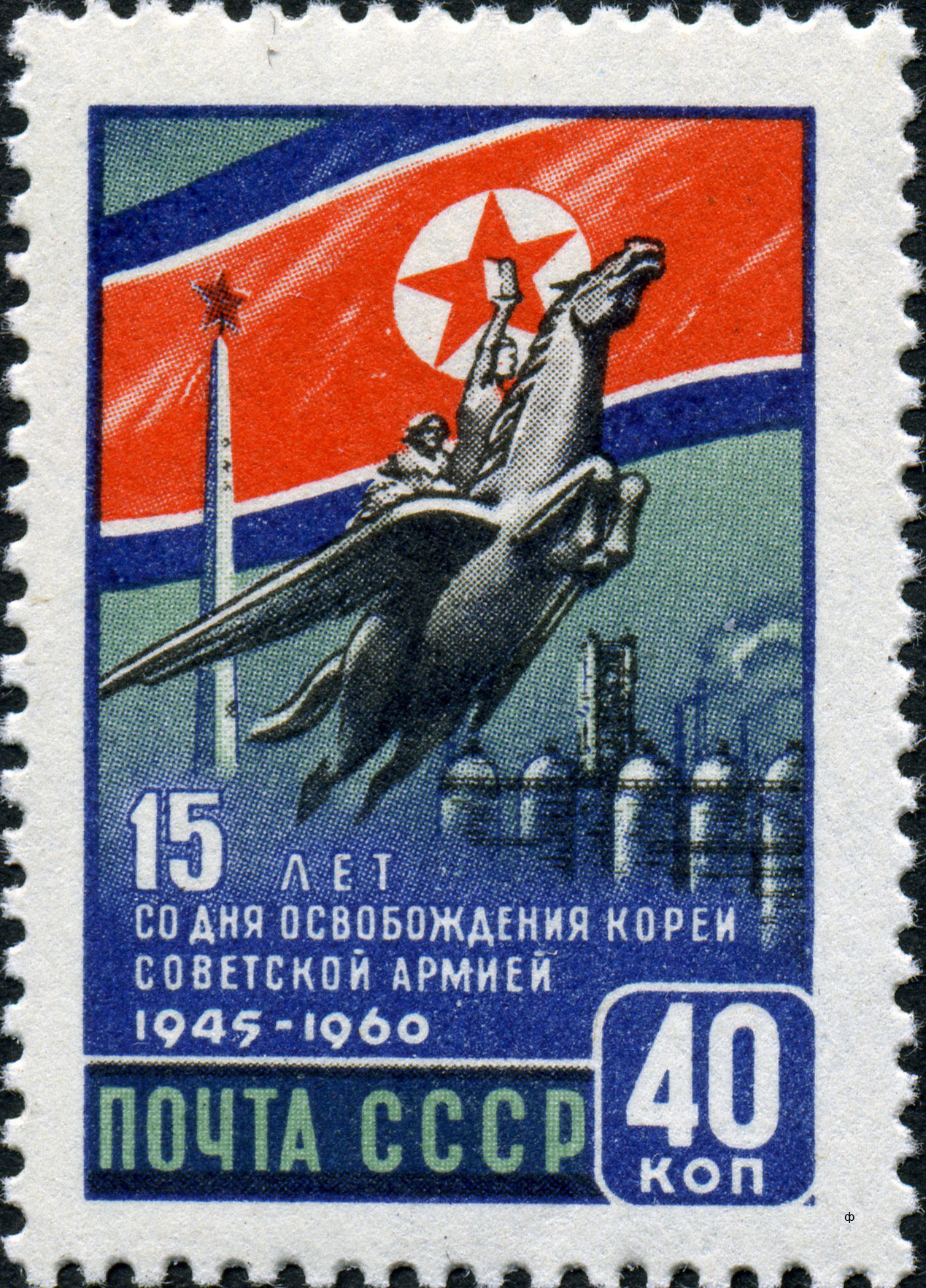
Марка СРСР 1960 року (ЦФА [АТ «Марка»] № 2506) із зображенням крилатого коня Чхолліма

Чхолліма (кор. 천리마, 千里馬) — міфічний крилатий корейський кінь, «здатний долати тисячу лі на день». За легендою, не було на Землі сміливця, здатного його приборкати, тож Чхолліма відлетів у небо.
З міфічним конем пов'язана назва руху Чхолліма в КНДР (аналог Стахановського руху в СРСР у 1930-ті). Чхолліма є символом прогресу та руху нації вперед. Також дав назву одній з ліній метро в Пхеньяні, кільком моделям тролейбусів (див. Чхолліма-091), тракторів (див. Чхолліма-28, Чхолліма-2000 та Чхолліма-804), а також ракеті-носія (див. Чхолліма-1) . Зображується як крилатого коня. У Пхеньяні є кілька подібних статуй, найвідоміша — монумент Чхолліма на вул. Чхільсонмун у Пхеньяні.

## Китай
Починаючи приблизно з 3 століття до нашої ери, китайські класики згадують Боле, міфічного приборкувача коней, як взірець кінського суддівства. Боле часто асоціюється з легендарним конем Цяньліма (кит.: 千里馬), який нібито міг проскакати тисячу лі (приблизно 400 км) за один день (наприклад, «Червоний заєць, кінь, що потіє кров'ю»). Цяньліма - це літературне китайське слово, що означає людей з прихованим талантом і здібностями; і Спрінг (1988:180) припускає, що «протягом століть китайської історії коні вважалися тваринами, здатними здійснювати подвиги, що вимагають виняткової сили і витривалості.  Можливо, саме з цієї причини з ранніх часів коні використовувалися в алегоричній формі для представлення надзвичайних людей». Боле, визнаючи цюаньліму, був метафорою мудрого правителя, який обирає талановитих ши «вчених-чиновників». Так, (Henry 1987:28) «Геніїв у невідомості називали тисячами коней лі, які ще не зустріли свого [Боле]».м
Також у КНДР видається журнал "Чхолліма".

## Японія
Кейтоку Сенріма (Кім Ге-док), професійний боксер у середній вазі в Японії, використовує сценічний псевдонім «Сенріма» (японська форма Цяньліма/Чхолліма), щоб посилатися на північнокорейські кампанії Чхолліма і таким чином виражати своє корейське походження Зайнічі .

## Корея
Чхолліма є важливим символом у Північній Кореї. Він використовується як прізвисько футбольної команди національної асоціації. Держава також дала назву руху «Чолліма», який сприяв швидкому економічному розвитку, подібно до китайського «Великого стрибка» та радянського стахановського руху. Після Корейської війни країна потребувала відбудови, щоб знову функціонувати. Щоб прискорити будівництво, президент Кім Ір Сен придумав гасло «мчати зі швидкістю чоліми».
У Пхеньяні, столиці Північної Кореї, встановлено кілька статуй цієї істоти. Статуя Чолліма символізує «героїзм, постійний бойовий дух корейського народу, а також інновації та прогрес, що розвиваються так швидко, зі швидкістю чолліма». Найвизначнішу з них можна знайти біля пагорба Мансу, будівництво якого було завершено 15 квітня 1961 року. Він має приблизно 46 метрів заввишки і 16 метрів завдовжки, якщо вимірювати від тротуару до верхівки Червоної літери Центрального комітету Трудової партії Кореї, що представляє робітничий клас.
Збірна КНДР з футболу має прізвисько «Чхолліма». 